# Listă de emisiuni de televiziune cu vampiri

## Listă de emisiuni de televiziune cu vampiri

### Serial TV
1964–1966 - The Munsters (Statele Unite)

1966–1971 - Dark Shadows (Statele Unite)

1978 - Draculas ring (Danemarca)

1979 - Salem's Lot (Statele Unite)

1979 - The Curse of Dracula (Statele Unite)

1980 - Mr. & Mrs. Dracula  (Statele Unite)

1985 - The Little Vampire (Germania, Canada)

1988–1991 - The Munsters Today (Statele Unite)

1990–1991 - Dracula: The Series (Statele Unite)

1991 - Dark Shadows (Statele Unite)

1991–1992 - The Vampyr: A Soap Opera (Regatul Unit al Marii Britanii și al Irlandei de Nord)

1991–1992 - Vamp (Brazilia)

1992–1996 - Forever Knight (Canada)

1993 - Der kleine Vampir – Neue Abenteuer (Germania)

1996 - Kindred the Embraced (Statele Unite)

1997–2003 - Buffy, spaima vampirilor (Statele Unite)

1999–2004 - Angel (Statele Unite)

1998–1999 - My Date with a Vampire (Hong Kong
1998 - Ultraviolet (Regatul Unit al Marii Britanii și al Irlandei de Nord)

2001 - Vampire High (Canada)

2001-2003 - Port Charles (Statele Unite)

2002–2003 - O Beijo do Vampiro (Brazilia)

2002 - Dracula (Italia)

2004 - Vampire Host (Japonia)

2004 - Mad Mad House (Statele Unite)v
2004 - Salem's Lot (Statele Unite)

2006 - Freeze (Coreea de Sud)

2006 - Blade: The Series (Statele Unite)

2005–2006 - Hello Franceska (Coreea de Sud)

2006–2008–2011–2014 - Young Dracula (Regatul Unit al Marii Britanii și al Irlandei de Nord)

2007 - Blood Ties (Canada)

2007 - Moonlight (Statele Unite)

2007–2009 - The Lair (Statele Unite)

2008 - RH Plus (Japonia)

2008 - Gabriel, amor inmortal (Puerto Rico)

2008–2014 - True Blood (Statele Unite)

2008–2013 - Being Human  (Regatul Unit al Marii Britanii și al Irlandei de Nord)

2005-2008 - Twilight (Statele Unite)
2011 - Becoming Human  (Regatul Unit al Marii Britanii și al Irlandei de Nord)

2009 - Demons (Regatul Unit al Marii Britanii și al Irlandei de Nord)

2009 - Koishite Akuma – Vampire Boy (Japonia)

2009 - The Vampire Diaries (Statele Unite)

2009–2012 - Split (Israel)

2009–2010 - I Heart Vampires (Statele Unite)

2010 - Lua Vermelha (Portugalia)

2010 - Destino Imortal (Portugalia)

2010 - The Gates (Statele Unite)

2010 - Imortal (Filipine)

2010 - Ponti Anak Remaja (Malaezia)

2010–2011 - Pyaar Kii Ye Ek Kahaani (India)

2011–2014 - Being Human (Statele Unite)

2011–2012 - Vampire Idol (Coreea de Sud)

2011 - My Babysitter's a Vampire (Canada)

2011 - Vampire Prosecutor (Coreea de Sud)

2011 - Love never dies (Thailanda

2011 - Split (Ucraina)

2011 – Death Valley (Statele Unite)

2013 – Hemlock Grove (Statele Unite)

2013 - Dracula (Statele Unite)

2013 - Higanjima (Japonia)

2013 – The Originals (Statele Unite)

2014 - The Strain (Statele Unite)

2014 - Penny Dreadful (Statele Unite, Regatul Unit al Marii Britanii și al Irlandei de Nord, Irlanda)

2014 - From Dusk till Dawn: The Series (Statele Unite)

2014 - Baem-pai-eo-ui kkot  (Coreea de Sud)

2015 - Love in Time (Hong Kong)

2015 - Blood (Coreea de Sud)

### Animație
1988-1991 - Ernest le vampire (Franța)

1989–1993 -Count Duckula ( Regatul Unit al Marii Britanii și al Irlandei de Nord)

1997–1998 - Vampire Princess Miyu (Japonia)

2008 -  Vampire Knight (Japonia)

2015 - Owari no Seraph (Japonia)

### Web
2009 - Valemont (Statele Unite)

2009 - I Kissed a Vampire (Statele Unite)

2014 - Carmilla (Canada)